# Českomoravská Kynologická Unie
Českomoravská Kynologická Unie (CKU) är Tjeckiens nationella kennelklubb som är en av medlemsorganisationerna i den internationella kennelfederationen Fédération Cynologique Internationale (FCI). Den är de tjeckiska hundägarnas intresse- och riksorganisation och för nationell stambok över hundraser. Organisationen grundades 1992 men räknar sina anor till en kennelklubb som fanns före kommunisttiden.